# Alan Pennington
Alan Pennington, né le 4 avril 1916 à Wallasey et mort le 2 juin 1961 à Lisbonne au Portugal, est un athlète britannique, spécialiste des épreuves de sprint. 

## Biographie
Il remporte la médaille de bronze du 200 mètres et la médaille d'argent du relais 4 × 400 m lors des championnats d'Europe 1938, à Paris.

### Palmarès
| Date | Compétition           | Lieu  | Résultat | Épreuve   | Performance  |
| ---- | --------------------- | ----- | -------- | --------- | ------------ |
| 1938 | Championnats d'Europe | Paris | 3e       | 200 m     | 21 s 6       |
| 1938 | Championnats d'Europe | Paris | 2e       | 4 × 400 m | 3 min 14 s 9 |

### Records
| Épreuve | Performance | Lieu   | Date             |
| ------- | ----------- | ------ | ---------------- |
| 100 m   | 10 s 6      | Berlin | 2 août 1936      |
| 200 m   | 21 s 6      | Paris  | 4 septembre 1938 |